# Nó 7,6
Na teoria dos nós, o nó 7,6 é um dos sete nós primos com sete cruzamentos.
O nó 76 é inversível, mas não ambiquiral. Seu polinômio de Alexandre é:
{\displaystyle \Delta (t)=-t^{2}-t^{-2}+5t+5t^{-1}-7}
seu polinômio de Conway é:
{\displaystyle \nabla (z)=-z^{4}+z^{2}+1}
e o seu polinômio de Jones é:
{\displaystyle V(q)=-q^{-6}+2q^{-5}-3q^{-4}+4q^{-3}-3q^{-2}+q+3q^{-1}-2}